# 马来西亚佛教
佛教是馬來西亞第二大宗教，亦是马来西亚五大宗教谘询理事会的成员之一；信徒佔马来西亚人口的19.2％，若将中國民間信仰计入佛教信仰则信徒可達到21.6％。馬來西亞佛教信徒主要由华裔组成，但暹罗裔、斯里蘭卡裔和緬甸裔、印度裔等其他种族也有佛教徒。

## 歷史

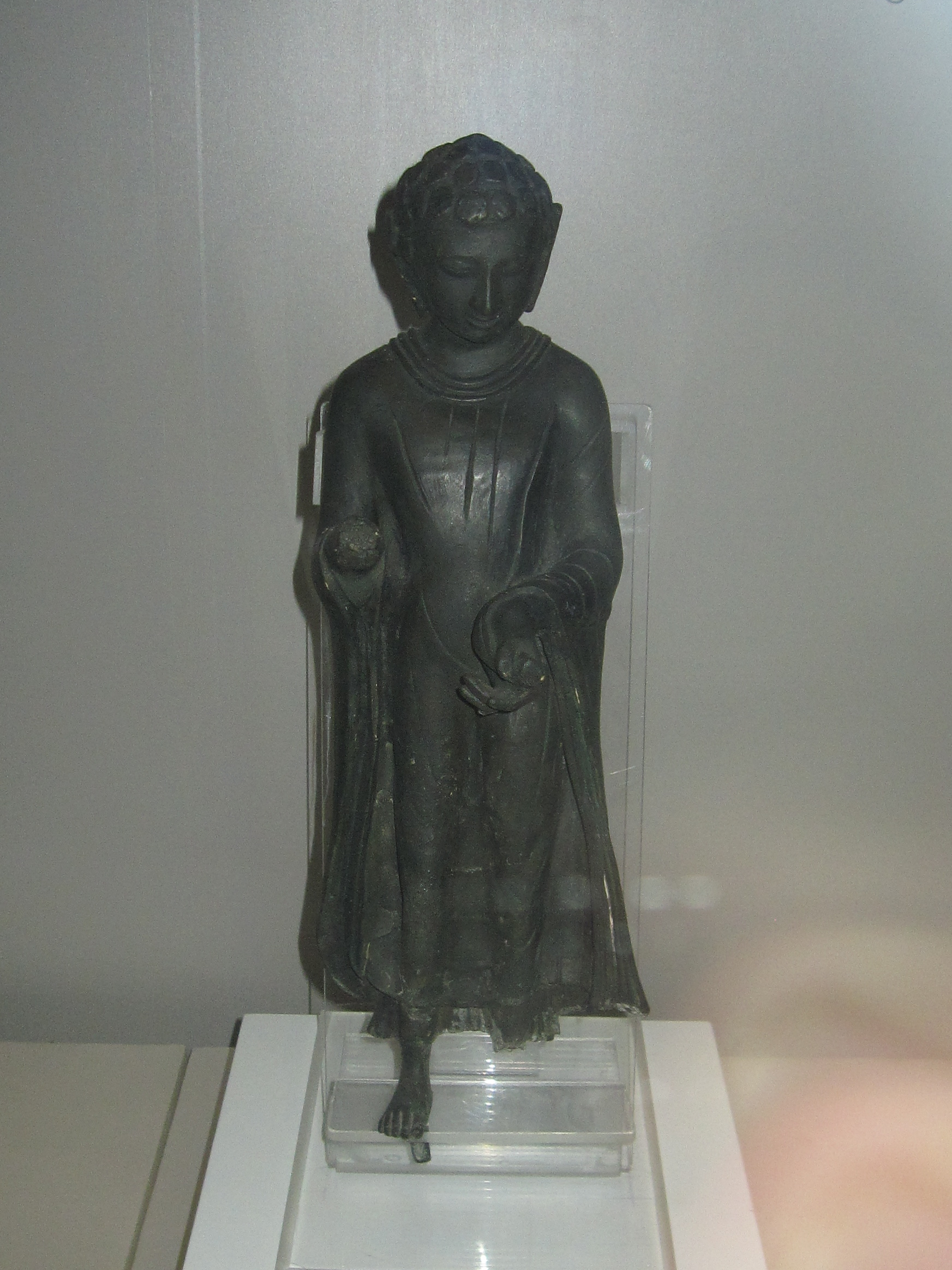
一个由黄铜制成的立佛像，于1931年在霹雳怡保孟加兰彭阁发现

馬來群島的佛教最初是由印度人带入。根据中國古文献來源，歷史上有大約30個印度化馬來人小國在馬來半島曾經歷崛起和沒落。當印度商人和祭司在海上航線上旅行並帶來印度的宗教、政府和藝術概念時，佛教便開始傳入。幾個世紀以來，該地區的人民，特別是皇家宮廷，雜糅了印度宗教文化——包括印度教和大乘佛教，以及本土信仰，塑造出特有的政治和文化模式。然而，於11世紀初受到泰米爾納德邦朱羅王朝的攻擊之後，馬來吉打王國轉而對印度宗教持譴責和排斥的態度。吉打王苏丹慕查法沙一世，是第一位譴責傳統印度宗教的馬來統治者，他後來皈依伊斯蘭教並成立吉打蘇丹王朝，在15世紀馬六甲蘇丹國的黃金時代，大多數馬來人已皈依伊斯蘭教。

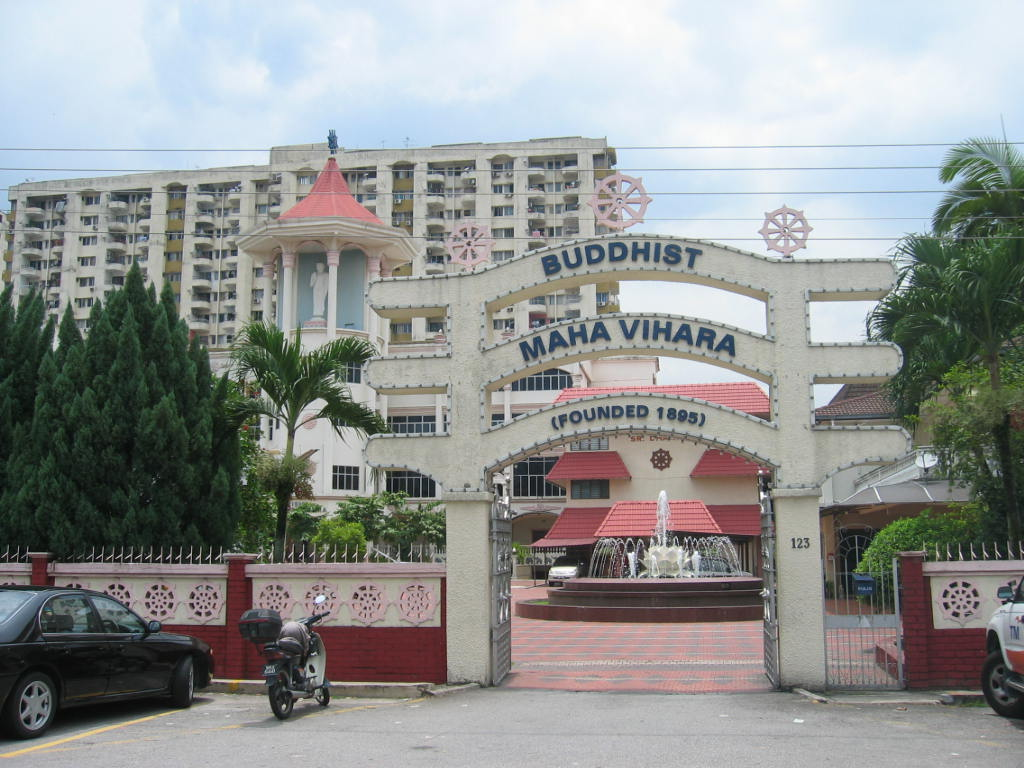
位于吉隆坡十五碑的十五碑锡兰佛寺

## 現狀

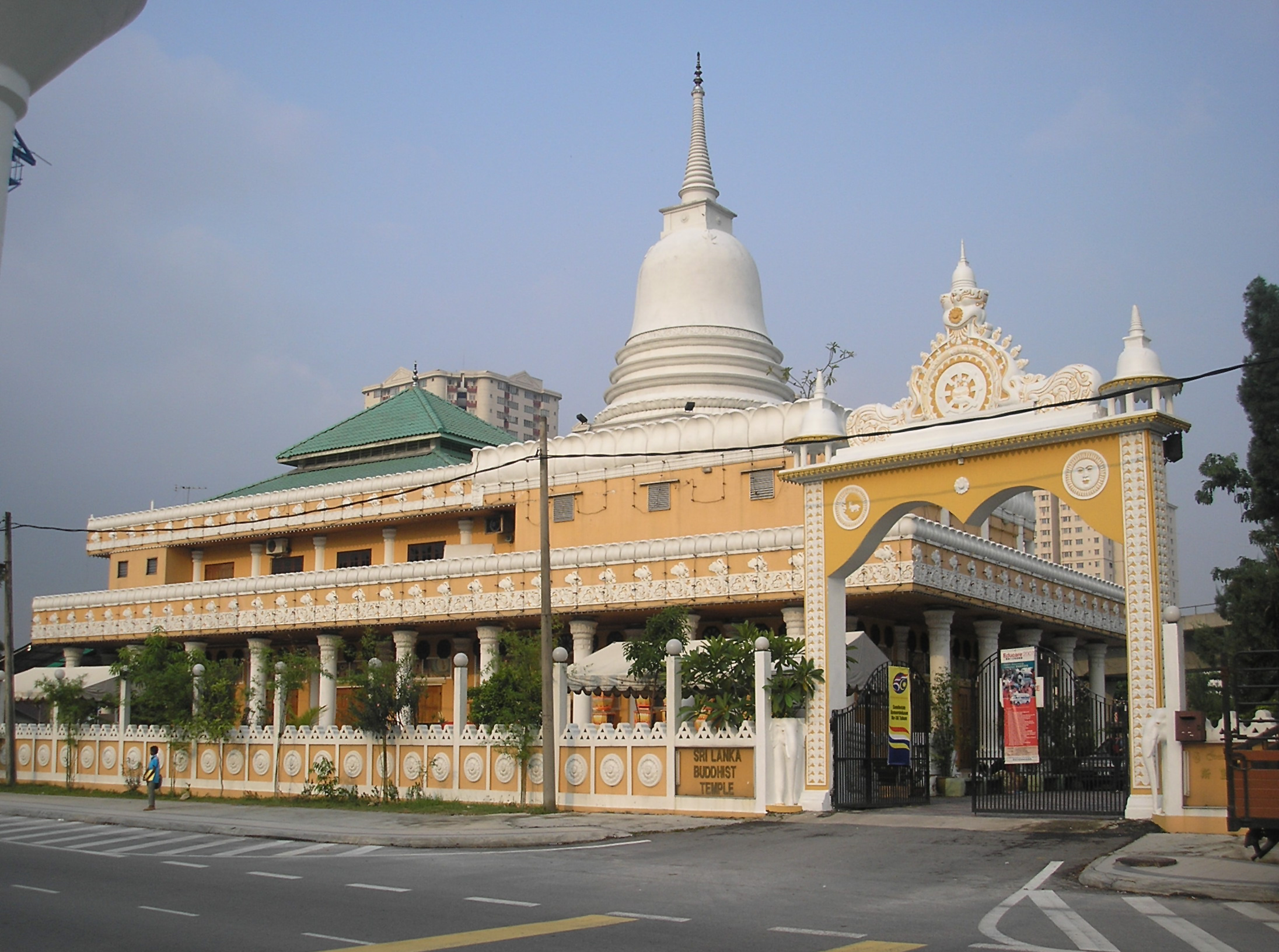
位于吉隆坡冼都的斯里兰卡佛寺

根據馬來西亞憲法，屬多數族裔的馬來人在法律上被定義為穆斯林，他們佔人口的60％；其餘大多數是華人，一般是佛教徒、中國民間信仰者或基督徒；而印度人則較少，一般是印度教徒。幾乎所有馬來西亞佛教徒都住在城市，大多经商。
最近，一些馬來西亞佛教領袖和佛教團體針對傳統佛教家庭的子女的宗教信仰參與度下降的現狀，試圖在解決現代生活的難題上作出更多的發聲和指導；虽然很多年轻一代的知识分子更倾向于深入到佛學的哲学内涵，而非宗教化的表现形式，但也有很多信徒遵从着传统的宗教化的佛教儀軌和表法象征。传统的法会儀式仍然得以延续，但其中宗教形式也得到了一定程度的简化，佛教法师会对诵经、燃灯、供花的供奉仪式作出解释。
马来西亚佛教没有最高领袖（僧王）制度，漢傳佛教、上座部佛教、金剛乘佛教等各宗派和谐相处，但不同宗派信徒間有時也會彼此混淆。馬來西亞佛教界採取了一些政策來協調各佛教宗派信徒的宗教活動，典型例子是吉隆坡和雪蘭莪州的佛寺為了聯合慶祝佛教節日衛塞節，成立了一個委員會，即马来西亚佛教咨询理事会的前身，它代表了該國佛教的各個宗派，負責管理和擴展佛教發展的工作。

## 佛教徒的分佈
根據2010年人口普查，5,620,483人或19.8%的人口自認是佛教徒。大多數馬來西亞華人都遵循佛教、道教、儒教和祖先崇拜的綜合信仰傳統，但是，當當他們被要求明確認定自己的宗教信仰時，他們常都自稱為佛教徒。因此，將這些信仰計入後，馬來西亞華人之中共有83.6%自稱為佛教徒。
然而，實際上大多數華人的信仰偏向於民間傳統信仰，若果以皈依三寶為佛教徒的標準，華裔佛教徒的數目可能不足10%，未必可以歸類為正式的佛教徒。

## 知名佛教徒

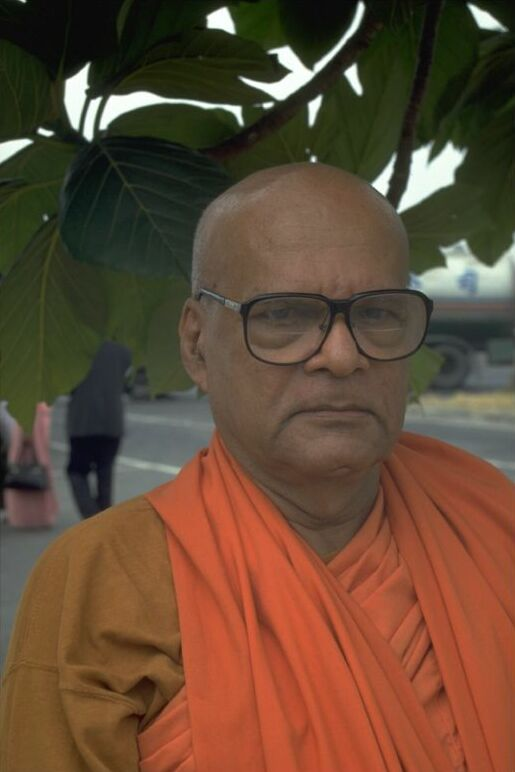
達摩難陀長老
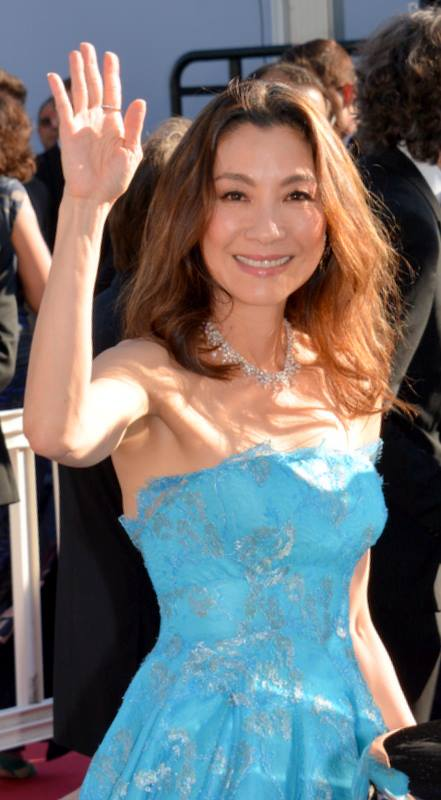
杨紫琼
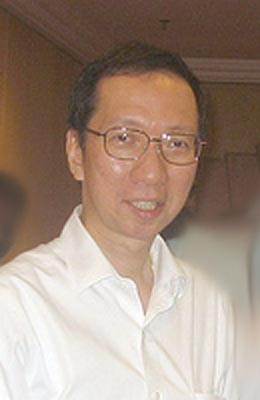
許子根
陈祯禄
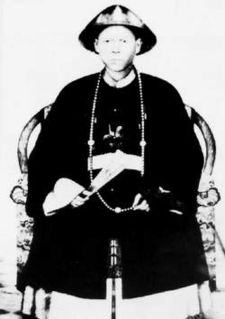
葉亞來

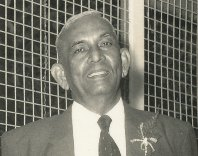
Weeratunge Edward Perera（英语：Weeratunge Edward Perera）
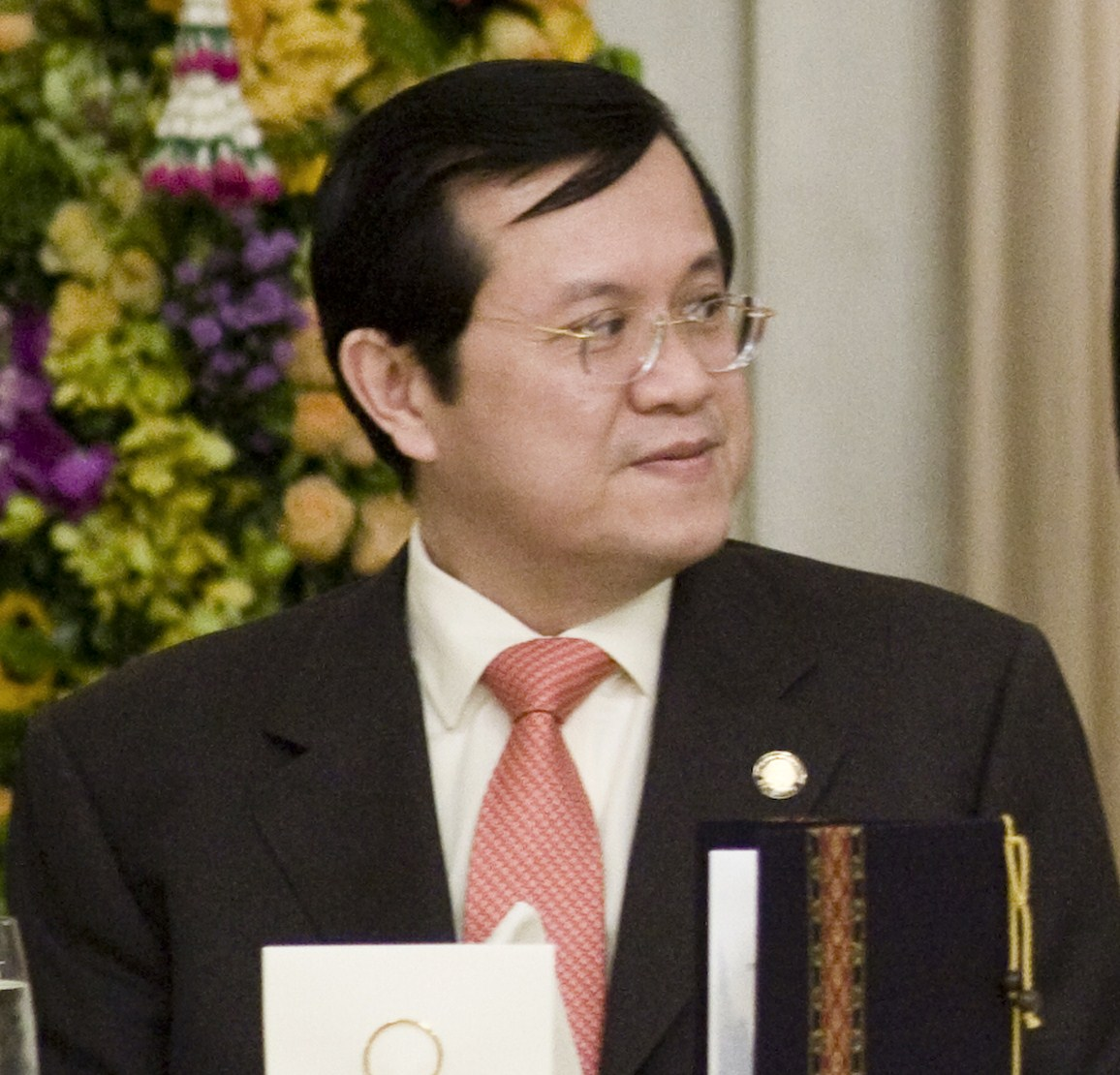
翁诗杰
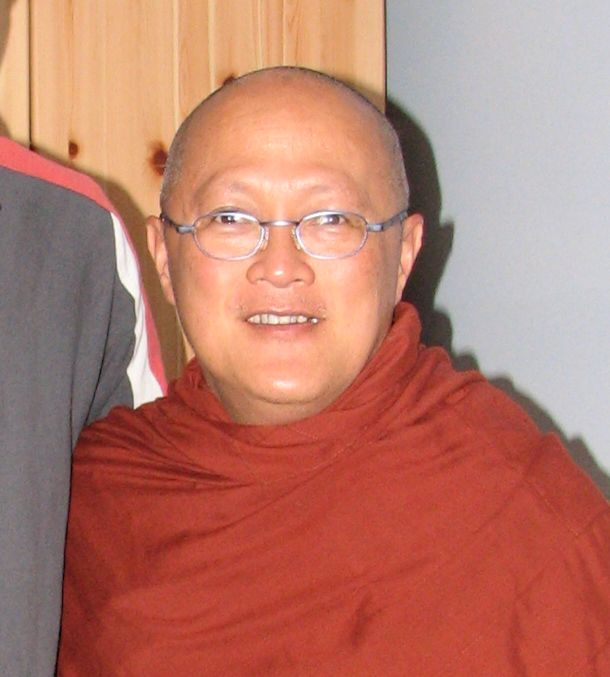
上座部Sujiva（英语：Sujiva）禪師

## 著名佛寺
- （東北縣）
極樂寺

## 佛教組織
全國性的佛教管理組織爲马来西亚佛教咨询理事会，正式運作於2000年，由6個佛教團體組成。
- 马来西亚佛教总会（Malaysian Buddhist Association, MBA）[7]
- 马来西亚佛教弘法会（Buddhist Missionary Society Malaysia, BMSM）[8]
- 锡兰佛教精进会（Sasana Abhiwurdhi Wardhana Society, SAWS）[9]
- 马来西亚佛教青年总会（Young Buddhist Association of Malaysia）[10]
- 国际佛光会马来西亚协会（F.G.S Malaysia）[11]
- 佛教慈济基金会马来西亚分会（Buddhist Tzu-Chi Merits Society Malaysia）[12]

2007年，大馬佛教總會和慈济大馬分會先后退出马佛咨询理事会，分別加入馬來西亞南传佛教总会和馬來西亞金刚乘佛教总会，這兩者再加入马佛咨询理事会，現今6個團體爲：
- 马来西亚佛教弘法会（Buddhist Missionary Society Malaysia, BMSM）
- 锡兰佛教精进会（Sasana Abhiwurdhi Wardhana Society, SAWS）
- 马来西亚佛教青年总会（Young Buddhist Association of Malaysia, YBAM）
- 国际佛光会马来西亚协会 (The Buddha's Light International Association Malaysia, BLIA)
- 马来西亚金刚乘佛教总会（Vajrayana Buddhist Council of Malaysia，VBCM）[13]
- 马来西亚南传佛教总会（Theravada Buddhist Council of Malaysia）

另外具有影響力的佛教團體和修學道場有：
- 马来西亚佛教学术研究学会[14]
- 法鼓山马来西亚道场[15]
- 馬來西亞佛學院（英语：Malaysian Buddhist Institute）
- 马来西亚佛教闻法中心[16]